# Agrotis hirtipalpis
Agrotis hirtipalpis är en fjärilsart som beskrevs av Walker 1857. Agrotis hirtipalpis ingår i släktet Agrotis och familjen nattflyn. Inga underarter finns listade i Catalogue of Life.